# Apatow Productions
Apatow Productions (або The Apatow Company) — американська компанія виробництва кінофільмів i серіалів, заснована в 1999 році Джадд Апатоу, знаходиться в Лос-Анджелес, Каліфорнія.
Комедійний серіал Диваки і навіжені (1999—2000) був першим виробництвом компанії, а першим фільмом — Телеведучий: Легенда про Рона Борганді (2004).
Компанія часто працює з Адам Мак-Кей, Вілл Феррелл, Сет Роген та Джейсон Сіґел.